# Domenico De Lorenzo
Domenico De Lorenzo (Tropea, 1741 c.a. – Garopoli, 1812) è stato uno scultore italiano, attivo nella Calabria centro-meridionale tra la seconda metà del XVIII secolo e il primo decennio del XIX secolo.

## Biografia
Figlio di Antonio ed Eleonora Polito. Fu molto attivo nelle diocesi di Mileto, Nicotera, Oppido Mamertina e Tropea.
Il 3 febbraio 1773 sposò Francesca Cavallaro e si trasferì a Garopoli (oggi San Pietro di Caridà), dove morì il 21 gennaio 1812.

## Opere
Sono tante le opere d'arte realizzate da Domenico De Lorenzo nell'allora Calabria Ulteriore, odierne provincie di Catanzaro, Reggio Calabria e Vibo Valentia. 
Tra le tante opere vanno segnalate, per maestria e bellezza, il San Girolamo conservato nella Chiesa Matrice di Cittanova e quella di Maria Santissima del Carmelo conservata nell'omonimo santuario di Palmi. A quest'ultima viene attribuita l'intercessione per un miracolo avvenuto nella città tirrenica il 16 novembre 1894, ufficialmente riconosciuto dalla Chiesa cattolica. Per tale evento, in seguito al decreto del Capitolo Vaticano del 22 settembre 1895, il 16 novembre 1896 la statua è stata incoronata con corone

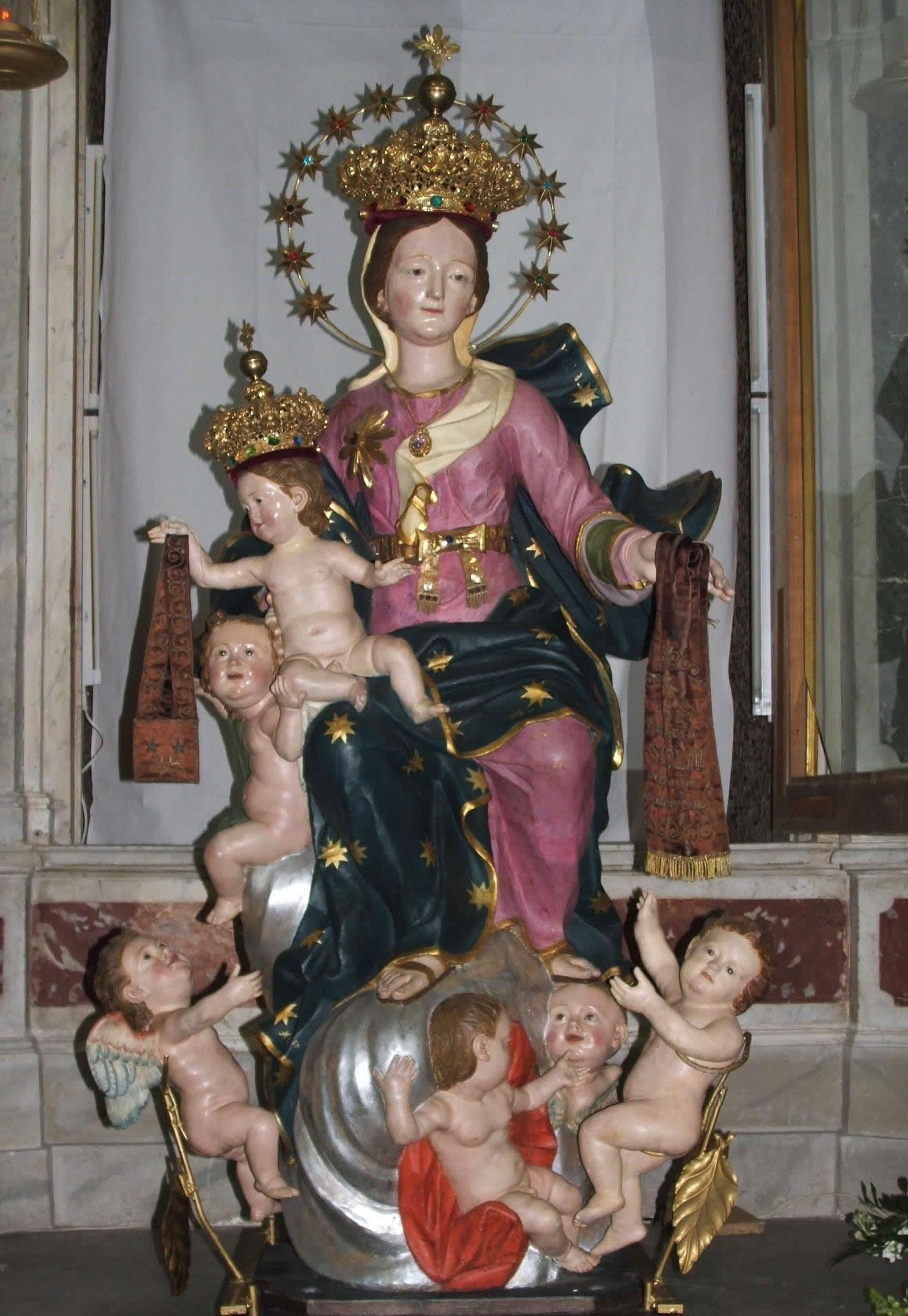
La miracolosa statua di Maria Santissima del Carmelo di Palmi, realizzata da Domenico De Lorenzo

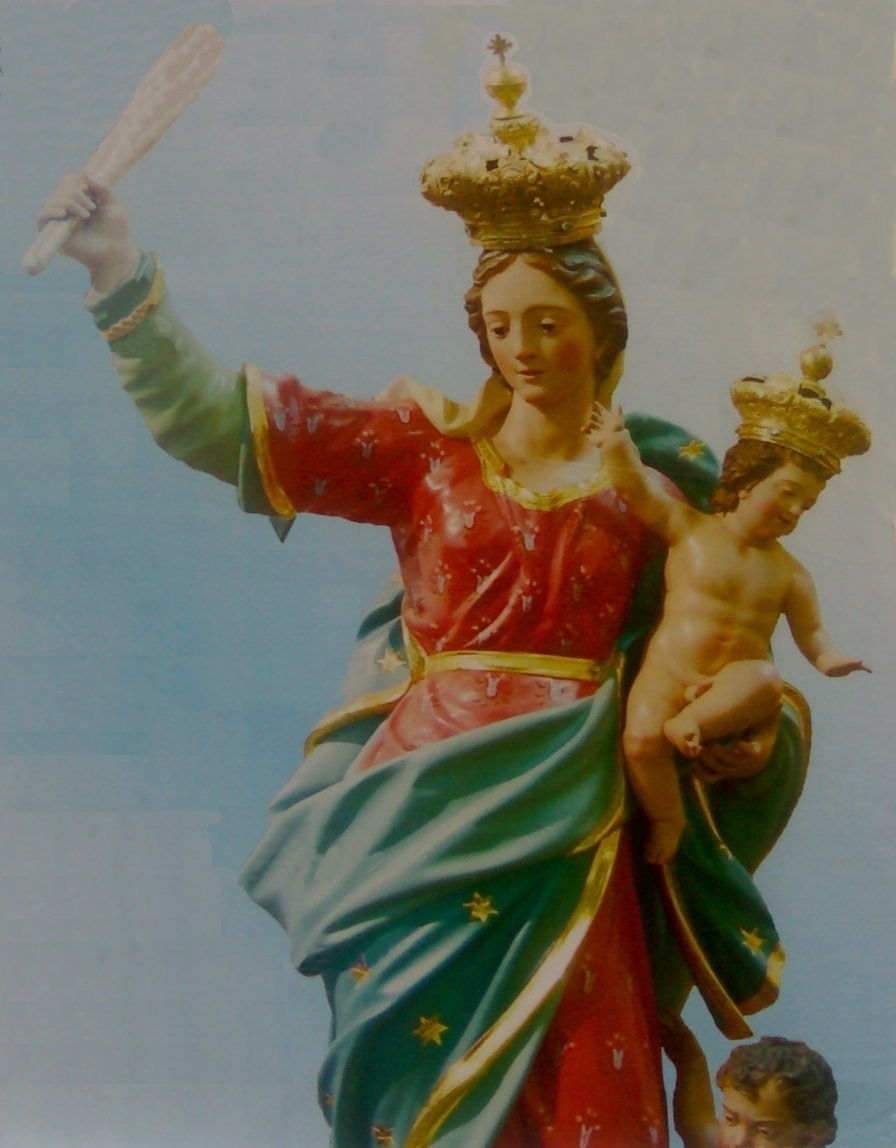
La statua di Maria Santissima del Soccorso di Palmi, realizzata da Domenico De Lorenzo

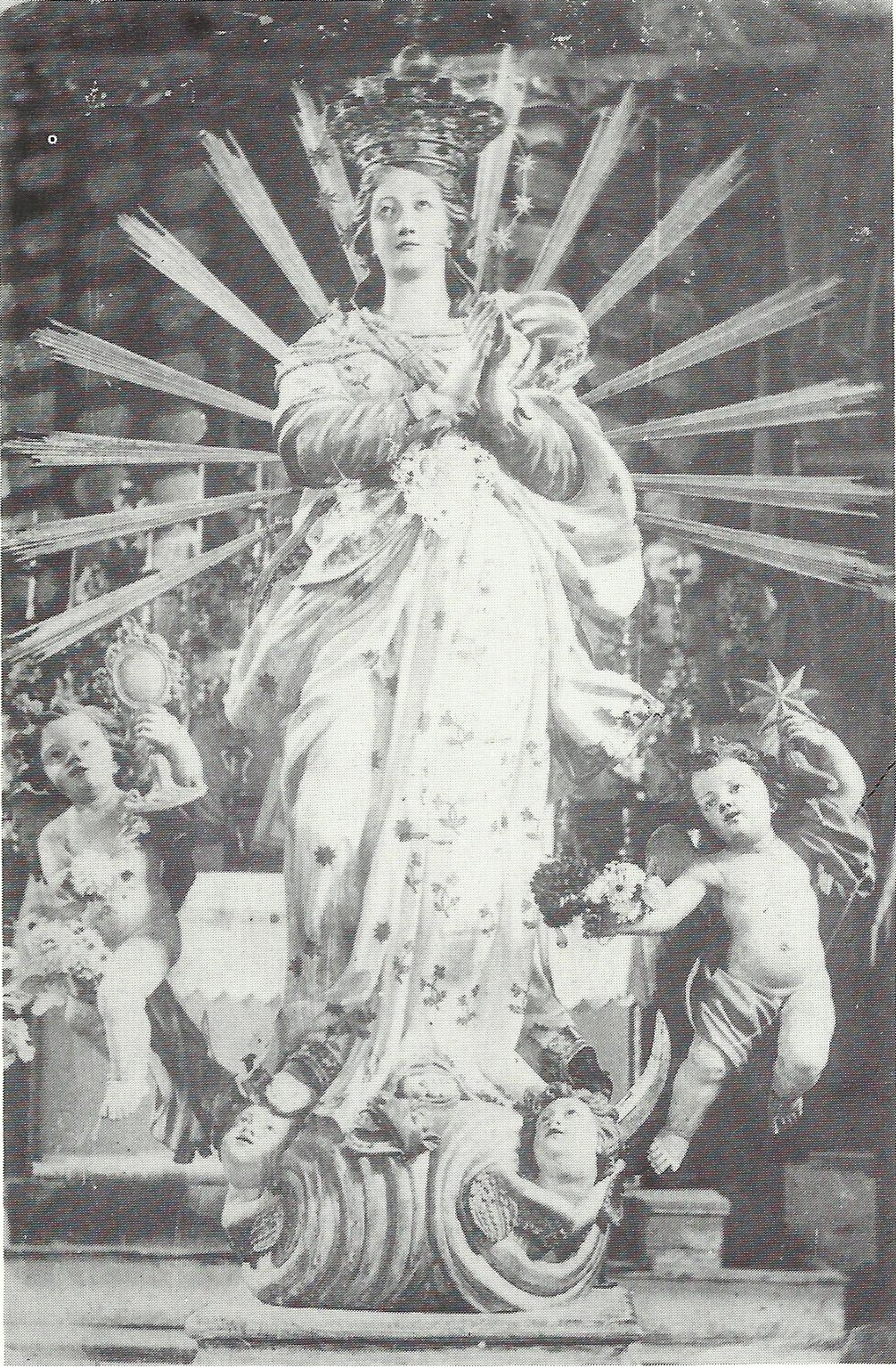
L'antica statua di Maria Santissima Immacolata di Palmi, realizzata da Domenico De Lorenzo e perduta nel 1924

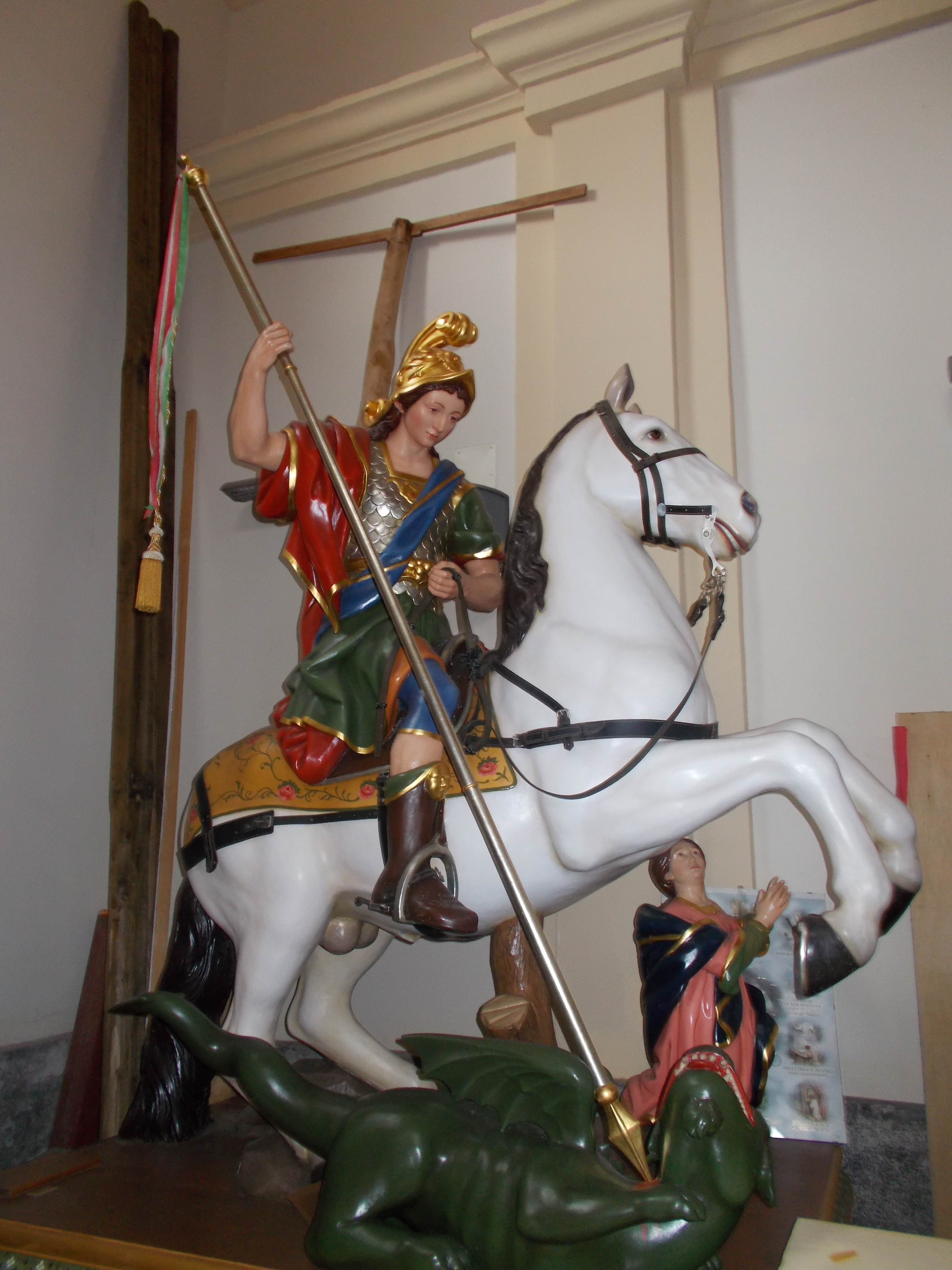
Statua di San Giorgio della chiesa Matrice di Maropati, realizzata da Domenico De Lorenzo

- Arena: Madonna delle Grazie (1801) e San Giuseppe (1797), nella Chiesa della Confraternita delle Grazie;
- Brattirò di Drapia: Sant'Anna (1790) e l'Immacolata Concezione (1804), nella Chiesa parrocchiale;
- Bellantone di Laureana di Borrello: San Pasquale (ante 1783) e Santa Lucia vergine e martire (attribuita), nella Chiesa parrocchiale;
- Calimera di San Calogero: Madonna del Rosario col Bambino (1796), nella Chiesa parrocchiale;
- Caria di Drapia: San Nicola vescovo (attribuita), nella Chiesa parrocchiale;
- Cittanova: Cristo risorto (1797) e San Girolamo (ante 1797), nella Chiesa matrice;
- Cittanova: Statua lignea della Madonna del Rosario, (alcuni studiosi la attribuiscono invece a Fortunato Morano[1][2]) e San Giovanni evangelista (attribuita), nella Chiesa della confraternita del Rosario[3];
- Conidoni di Briatico: Immacolata Concezione (attribuita) e San Giacomo apostolo (attribuita), nella Chiesa parrocchiale;
- Dasà: Cristo risorto (1785), San Giovanni evangelista (1785 ?) e San Nicola vescovo (1777) (attribuita), nella Chiesa parrocchiale;
- Dinami: Maria SS. della Catena nel Santuario dedicato;
- Drapia: Santa Domenica V e M. (attribuita), nella Chiesa parrocchiale;
- Francica, San Fortunato martire (1792) e San Vito (attribuito), nella Chiesa parrocchiale;
- Francavilla Angitola: San Foca martire, nella Chiesa parrocchiale;
- Galatro: Immacolata Concezione (1768) - (oggi nella chiesa parrocchiale S. Nicola). È la prima opera realizzata dal De Lorenzo.
- Galatro: San Nicola, chiesa parrocchiale;
- Galatro: San Rocco (1784) chiesa parrocchiale.
- Galatro: Madonna della Montagna (Madonna di Polsi) ultimata dal figlio Giuseppe - chiesa di Maria SS. della Montagna.
- Garavati di Rombiolo: l'Immacolata Concezione (attribuita) e la Madonna del Lume (attribuita), nella Chiesa parrocchiale;
- Gasponi di Drapia: Madonna del Rosario (attribuita), nella Chiesa parrocchiale;
- Gerocarne: Santa Rita da Cascia (1803), nella Chiesa parrocchiale;
- Giffone: statue di San Bartolomeo Apostolo, San Giuseppe, Madonna del Soccorso, esposte nella Chiesa Parrocchiale;
- Laureana di Borrello: San Giovanni evangelista (1799) e Cristo risorto (attribuita), nella Chiesa parrocchiale;
- Maropati: San Giorgio martire sul cavallo, nella Chiesa parrocchiale;
- Mileto: Madonna della Cattolica (1787), nella Chiesa della confraternita di Santa Maria della cattolica;
- Nicotera: San Francesco di Paola (1804), nell'ex-convento dei Minimi;
- Orsigliadi di Rombiolo: San Raffaele arcangelo (1788), nella Chiesa parrocchiale;
- Palmi: Maria Santissima del Carmelo (1782), nel Santuario di Maria Santissima del Carmelo;
- Palmi: Maria Santissima del Soccorso, nella Chiesa parrocchiale del Soccorso;
- Palmi: Maria Santissima Immacolata, andata perduta il 30 dicembre 1924[4];
- Paravati di Mileto: Immacolata Concezione (attribuita), nella Chiesa parrocchiale;
- Pernocari di Rombiolo Immacolata Concezione e San Sebastiano Martire, nella Chiesa parrocchiale;
- Polistena: Madonna del Rosario (attribuita), nella chiesa della confraternita del Rosario;
- Presinaci di Rombiolo: Madonna del Lume (attribuita), nella Chiesa parrocchiale;
- Rombiolo: San Vincenzo Ferreri (1801), nella Chiesa parrocchiale;
- Rombiolo: Sant'Antonio di Padova (ante 1771), nell'ex-convento dei Cappuccini;
- San Costantino Calabro: San Rocco (1794), nella Chiesa di San Rocco;
- San Nicola de Legistis di Limbadi: Madonna del Rosario, nella Chiesa parrocchiale;
- San Pietro di Caridà: San Sebastiano (Attribuita) e Santa Rosa (attribuita), nella Chiesa parrocchiale;
- San Pietro di Caridà: Sant'Antonio di Padova (1771), nella Chiesa del Carmine;
- Sant'Onofrio: San Raffaele arcangelo e San Tobia, nella Chiesa parrocchiale;
- Sciconi di Briatico: Madonna del Rosario, nella Chiesa parrocchiale;
- Serrata: San Rocco (attribuita), nella Chiesa parrocchiale;
- Soriano Calabro: San Martino vescovo (1808), nella Chiesa parrocchiale;
- Stelletanone di Laureana di Borrello: San Rocco (1785), nella Chiesa parrocchiale;
- Stignano: San Raffaele arcangelo (1806), nella Chiesa matrice dell'Annunciazione;
- Tritanti di Maropati: Sant'Atenogene vescovo e martire (1801), nella Chiesa parrocchiale;
- Tropea: San Raffaele arcangelo (attribuita), nel Museo Diocesano (dalla parrocchiale di San Giacomo);
- Zungri: San Pasquale (attribuita), nella Chiesa parrocchiale.